# S̛
Cette page contient des caractères spéciaux ou non latins. S’ils s’affichent mal (▯, ?, etc.), consultez la page d’aide Unicode.
S̛ (minuscule : s̛), appelé S cornu, est une lettre additionnelle latine, utilisée dans la translitération ISO 11940 du thaï.
Il s’agit de la lettre S diacritée d’un cornu.

## Représentations informatiques
Le S cornu peut être représenté avec les caractères Unicode suivants (latin de base, diacritiques), :
| forme     | représentation | chaîne de caractères | point de code  | description                                  |
| --------- | -------------- | -------------------- | -------------- | -------------------------------------------- |
| capitale  | S̛              | S◌̛                   | U+0053, U+031B | lettre majuscule latine s, diacritique cornu |
| minuscule | s̛              | s◌̛                   | U+0073, U+031B | lettre minuscule latine s, diacritique cornu |